# The Professional – Story of a Killer
The Professional – Story of a Killer (im Original: One Last Dance) ist ein singapurischer Gangsterfilm des Regisseurs Max Makowski aus dem Jahr 2005.
Der Film wurde erstmals am 25. Januar 2006 während des Sundance Film Festivals aufgeführt. In Deutschland erschien die Produktion am 20. Mai 2009 direkt auf DVD.

## Handlung
Südostasien in der Gegenwart. Triaden-Mitglied Ko lässt sich heimlich auf kriminelle Geschäfte mit dem zugereisten Mafioso Terrtano ein. Als dem flippigen Nachwuchsgangster die Aufgabe zufällt, Informationen von drei Gefangenen zu erpressen, wendet dieser sich hilfesuchend an einen schüchternen Freund, den stoischen Profikiller namens „T“. Der charismatische Auftragsmörder, Kos großes Vorbild, verschafft dem unerfahrenen Kriminellen so die nötigen Angaben. Als Ko die verschleppten Männer wenig später liquidiert, ohne deren Identitäten zu kennen, beginnt für den jungen Mann der unaufhaltsame Niedergang, da er unwissentlich den Sohn seines eigenen Triadenbosses ermordet hat.
Profikiller T erhält zwischenzeitlich den Auftrag, alle zu töten, die an der Entführung beteiligt sind. Als er sich jedoch folgenschwer in Kos zierliche Schwester Mae verliebt, verschont er deren Bruder, der sich fortan einem Komplott aus Verrat und Rache gegenübersieht. Als Mae am Ende des Films vergewaltigt und Ko ermordet wird, gerät T selbst zwischen die Fronten. Er startet einen gnadenlosen Rachefeldzug und tötet alle Verantwortlichen. Am Ende des Films wählt der überführte Mörder den Freitod.